# C/1957 P1 (Мркоса)
C/1957 P1 (Мркоса), ранее 1957d — непериодическая комета, открытая в 1957 году Антонином Мркосом. Одна из двух ярких комет, проходивших перигелий в 1957 году, другой являлась комета Аренда-Ролана. В максимуме блеска видимая звёздная величина была равна почти 1, поэтому комету причисляли к типу больших комет.

## Наблюдения
Комету открыл чешский астроном Антонин Мркос при наблюдении в обсерватории Ломницки-Штит в Чехословакии. Мркос заявил о своём открытии 2 августа 1957 года, к тому моменту и другие астрономы наблюдали комету. Например, сообщение об открытии пришло из Японии 29 июля. Тем не менее, комету назвали в честь Мркоса, поскольку его телеграмма первой пришла в Бюро МАС. В то время комета была в перигелии, её видимая звёздная величина была равна 2 К 4 августа её блеск увеличился до 1.
В момент обнаружения комета находилась вблизи перигелия и располагалась на небе рядом со звездой Поллукс в созвездии Близнецов. Затем комета повернула к северу от Солнца и была видна как вечером, так и на восходе. Постепенно комета удалялась от Солнца и стала ярким объектом, видимым после заката. Хвост кометы составлял около 5 градусов и больше. У кометы наблюдались два хвоста, первый из них первоначально был ярче и имел искривлённую форму, второй был более прямым, имел узловатую структуру и в конце августа превзошёл по яркости первый хвост, также он испытывал быструю переменность во внешнем виде. С 10 до 15 августа хвост казался полосатым. Комета сместилась от южной части Большой Медведицы к Волосам Вероники, при этом блеск объекта уменьшался. В сентябре комета переместилась в созвездие Девы как объект третьей звёздной величины. До конца сентября объект был виден невооружённым глазом.
К концу октября 1957 года комета снова приблизилась к Солнцу и перестала наблюдаться. В конце января 1958 года её открыли заново, последний раз комета наблюдалась 9 июля 1958 года, тогда её сфотографировали как размытый объект 19 звёздной величины.
Наблюдения кометы выявили наличие натрия и цианида в спектре в предсказанных ранее количествах.